# Ньютонія (Міссурі)
Ньютонія (англ. Newtonia) — селище (англ. village) в США, в окрузі Ньютон штату Міссурі. Населення — 204 особи (2020).

## Географія
Ньютонія розташована за координатами 36°52′46″ пн. ш. 94°11′1″ зх. д. / 36.87944° пн. ш. 94.18361° зх. д. (36.879345, -94.183683).  За даними Бюро перепису населення США в 2010 році селище мало площу 0,85 км², уся площа — суходіл.

## Демографія
Згідно з переписом 2010 року, у місті мешкало 199 осіб у 74 домогосподарствах у складі 55 родин. Густота населення становила 235 осіб/км².  Було 84 помешкання (99/км²).
Расовий склад населення:
| - 95,0 % — білих - 2,5 % — азіатів - 0,5 % — корінних американців - 0,5 % — чорних або афроамериканців |

До двох чи більше рас належало 1,5 %. Частка іспаномовних становила 1,5 % від усіх жителів.
За віковим діапазоном населення розподілялося таким чином: 26,6 % — особи молодші 18 років, 54,3 % — особи у віці 18—64 років, 19,1 % — особи у віці 65 років та старші. Медіана віку мешканця становила 41,3 року. На 100 осіб жіночої статі у місті припадало 103,1 чоловіків;  на 100 жінок у віці від 18 років та старших — 92,1 чоловіків також старших 18 років.
Середній дохід на одне домашнє господарство  становив 40 598 доларів США (медіана — 33 750), а середній дохід на одну сім'ю — 43 877 доларів (медіана — 34 643). За межею бідності перебувало 21,3 % осіб, у тому числі 35,4 % дітей у віці до 18 років та 5,1 % осіб у віці 65 років та старших.
Цивільне працевлаштоване населення становило 84 особи. Основні галузі зайнятості: виробництво — 22,6 %, роздрібна торгівля — 14,3 %, науковці, спеціалісти, менеджери — 11,9 %, публічна адміністрація — 10,7 %.